# タライ・マデシ民主党

党旗

タライ・マデシ民主党（タライ・マデシみんしゅとう、英：Tarai-Madhesh Loktantrik Party、ネパール語：तराई-मधेश लोकतान्त्रिक पार्टी）は、ネパール、マデシ地方の地域政党。2007年12月27日設立。創設者は前科学技術大臣でネパール会議派の指導者であったマハンタ・タクール。2008年1月20日、マデシ人権フォーラム、友愛党と統一民主マデシ戦線を結成、「マデシ自治国」の設立を要求。2008年4月10日のネパール制憲議会選挙で20議席を獲得し、第5党となる。